# Waynetown
Waynetown és una població dels Estats Units a l'estat d'Indiana. Segons el cens del 2000 tenia 909 habitants.

## Demografia
Segons el cens del 2000, Waynetown tenia 909 habitants, 372 habitatges, i 265 famílies. La densitat de població era de 797,7 habitants/km².
Dels 372 habitatges en un 32,3% hi vivien nens de menys de 18 anys, en un 56,2% hi vivien parelles casades, en un 9,9% dones solteres, i en un 28,5% no eren unitats familiars. En el 25,8% dels habitatges hi vivien persones soles el 16,7% de les quals corresponia a persones de 65 anys o més que vivien soles. El nombre mitjà de persones vivint en cada habitatge era de 2,44 i el nombre mitjà de persones que vivien en cada família era de 2,91.
Per edats la població es repartia de la següent manera: un 27,3% tenia menys de 18 anys, un 6,6% entre 18 i 24, un 29,2% entre 25 i 44, un 21,3% de 45 a 60 i un 15,6% 65 anys o més.
L'edat mediana era de 35 anys. Per cada 100 dones de 18 o més anys hi havia 91,6 homes.
La renda mediana per habitatge era de 37.188 $ i la renda mediana per família de 44.191 $. Els homes tenien una renda mediana de 35.313 $ mentre que les dones 21.287 $. La renda per capita de la població era de 16.328 $. Entorn del 5,9% de les famílies i el 8,6% de la població estaven per davall del llindar de pobresa.

## Poblacions més properes
El següent diagrama mostra les poblacions més properes.